# Flagellocepheus sagittatus
Flagellocepheus sagittatus är en kvalsterart som beskrevs av P. Balogh 1984. Flagellocepheus sagittatus ingår i släktet Flagellocepheus och familjen Tetracondylidae. Inga underarter finns listade i Catalogue of Life.